# Philippe Solari
Philippe Solari, né le 2 mai 1840 à Aix-en-Provence, mort dans la même ville le 20 janvier 1906, est un sculpteur provençal, d'origine italienne naturalisé français.

## Biographie

### Jeunesse
Né dans une famille peu fortunée comptant sept enfants, dont six filles, Philippe Solari doit son éducation à la pension Notre-Dame, où il fait la connaissance d'Émile Zola. Les deux hommes deviendront très amis. Chaque jeudi soir, entre 1860 et 1865, Zola accueille chez lui Cézanne et Solari pour des causeries artistiques.
Très attiré par l'art, et la sculpture en particulier, Solari fréquente alors l'école de beaux-arts d'Aix-en-Provence avant de poursuivre sa formation à l'Académie suisse à Paris.
Il épouse Thérèse Strempel en 1867, avec qui il a deux enfants, une fille née en 1867 et un fils, Émile Solari né en 1873, dont Émile Zola sera parrain.

### Carrière

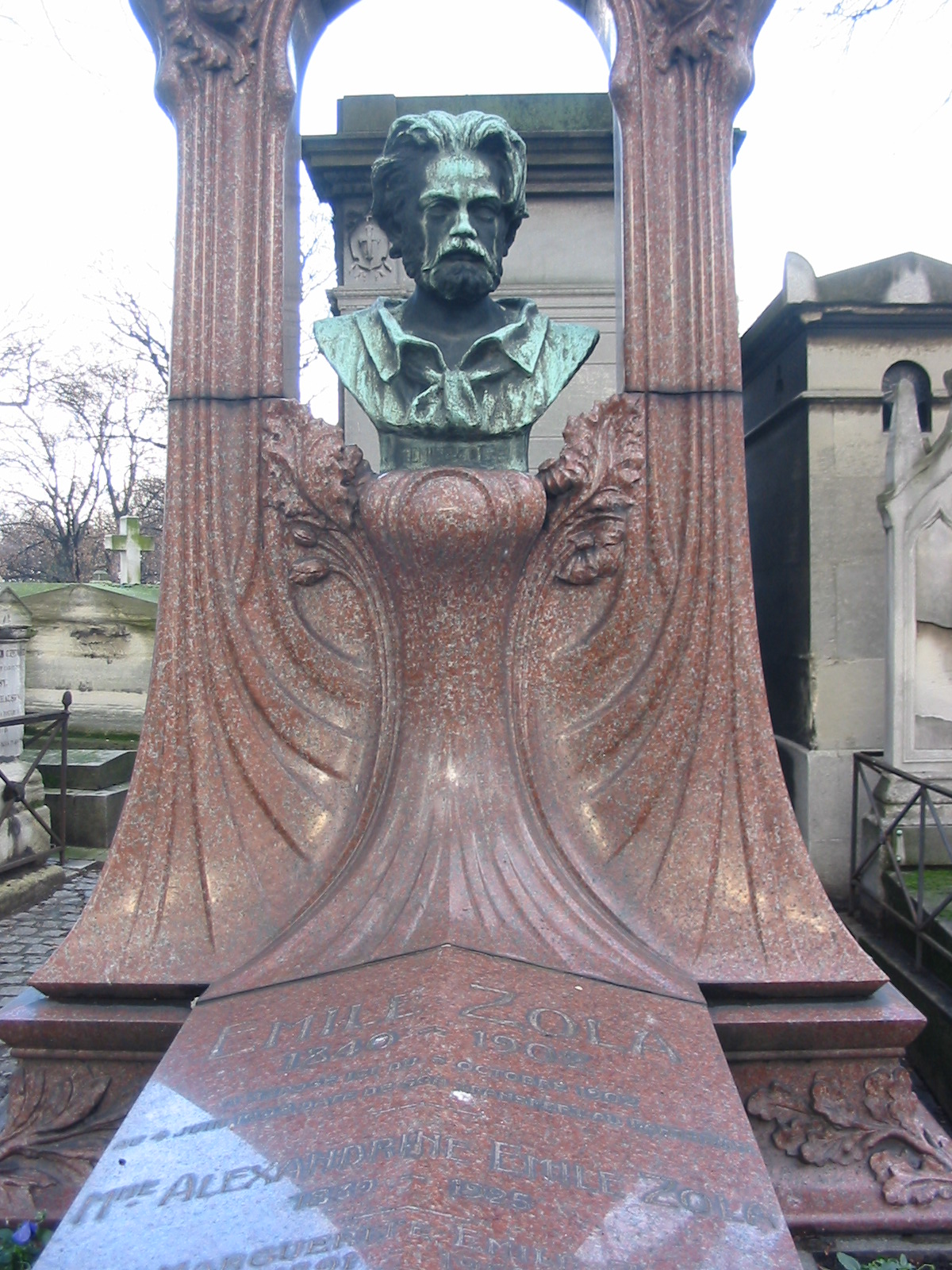
Tombe d'Émile Zola, sculptée par Philippe Solari.

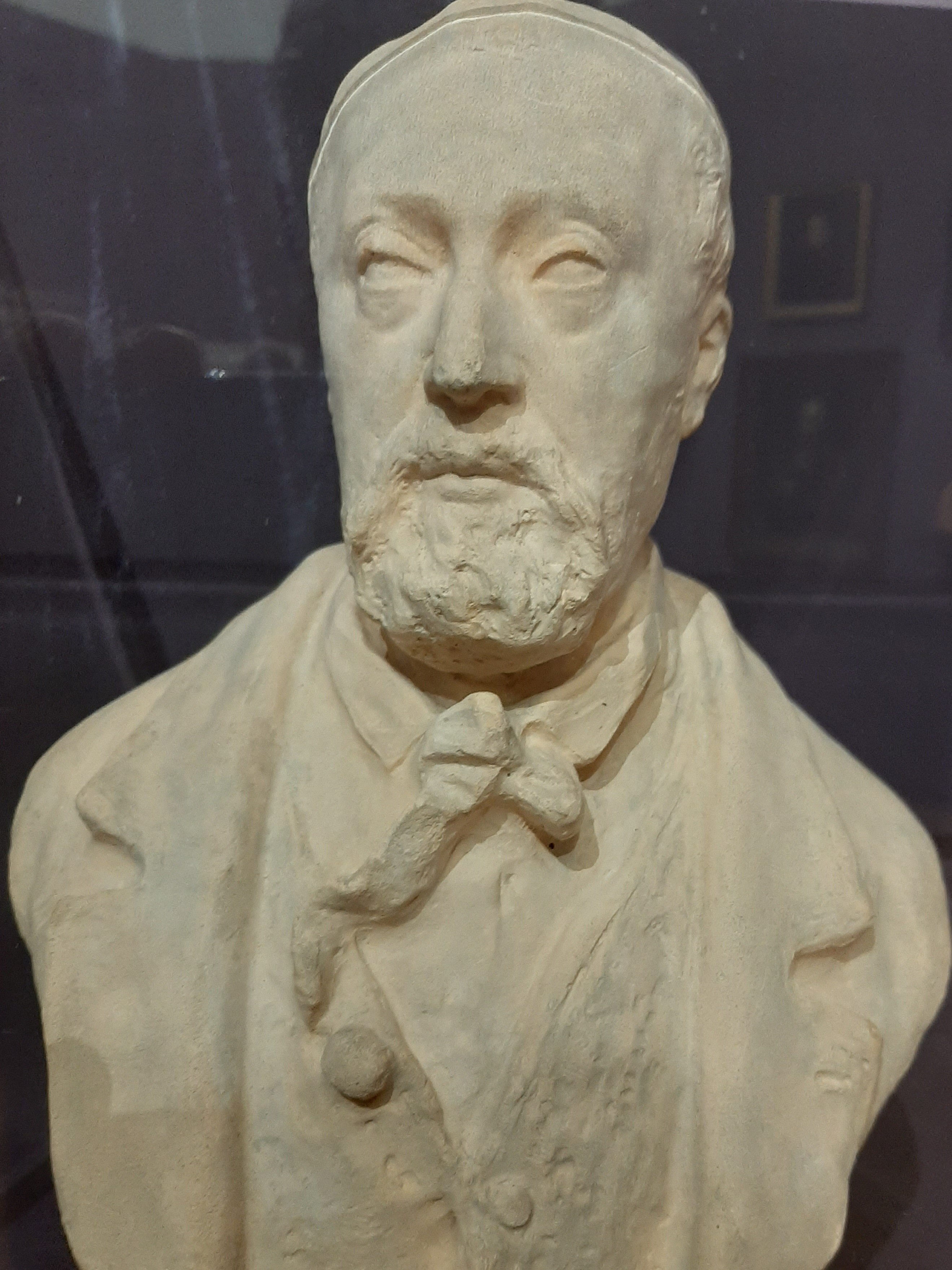
Buste de Johan Barthold Jongkind par Philppe Solari

Lauréat du prix Granet, il peut partir pour Paris, où il fréquente l'Académie suisse, mais a bien du mal à survivre comme artiste. Le peintre Achille Emperaire écrit : « Tous ont des appuis, aucun d'eux, excepté ce pauvre Solari, n'est strictement tenu de se soucier du lendemain ». Il débute au Salon de 1867.
Au Salon de 1868, Zola dit de son Nègre debout : « Je trouve dans Philippe Solari un de nos deux ou trois sculpteurs vraiment modernes. Il a dit adieu au rêve de beauté absolu... La beauté pour lui est devenue expression vivante de la nature, l'interprétation du corps humain ».
Une de ses œuvres, un buste du peintre néerlandais Johan Barthold Jongkind, est dévoilée le 21 mai 1904 au cimetière Montmartre en présence de son auteur qui préfère s'éclipser sans se faire connaître au moment où la sculpture est présentée. Cette réserve qui le caractérise est sans doute à l'origine des nombreuses portes fermées qu'il rencontrera au cours de sa carrière. Un premier moulage du buste de Jongkind est installé rue Ganay, à Aix-en-Provence.
Dans les dernières années de sa vie, il réalise deux portraits de Cézanne, l'un de mémoire (dénommé Cézanne rêveur), l'autre dans l'atelier du maître d'Aix. Le journaliste Jules Bernex rapporte que, pour l'occasion, « à l'ultime séance, le sculpteur, pour mettre les dernières touches, sortit un lorgnon de sa poche et l'ajusta sur son nez. Comment ? hurla Cézanne, tu mets des verres sur tes yeux pour regarder la nature ? Je ne poserai jamais plus pour quelqu'un qui ne peut pas me voir à l'œil nu ! » Il signe ses oeuvres avec un Y pour Solary.

### Mort
Alors qu'il travaille à la réalisation de chars destinés au carnaval d'Aix, Solari est atteint d'une pneumonie. Comme on le transporte en fiacre à l'hôpital, il murmure : « Quel dommage avec ce temps ! »
Solari meurt la même année que Cézanne. Le peintre Joseph Ravaisou déclare à leur sujet : « L'année qui finit aura vu s'éteindre deux artistes dont l'existence, en dépit de situations de fortune différentes, fut marquée par le même détachement des choses pratiques, la même propension aux émotions pures et naïves. L'un était sculpteur, l'autre peintre. [...] L'aisance de Cézanne et la pauvreté de Philippe Solari connurent des joies égales ; elles voisinèrent durant la vie des deux artistes ; elles viennent de descendre dans la mort en se tenant par la main : le peintre et le sculpteur ont succombé dans des conditions identiques, frappés par le même mal. »
Il repose au cimetière Saint-Pierre d'Aix-en-Provence.